# Polski Klub Ekologiczny
Polski Klub Ekologiczny – stowarzyszenie o zasięgu ogólnopolskim. Istnieje od 1980. Jest pierwszą organizacją w Polsce sprzeciwiającą się polityce traktowania środowiska jako „dobra niczyjego”. Zarząd Główny Polskiego Klubu Ekologicznego znajduje się w Krakowie. Zarząd Główny ma osobowość prawną, posiadają ją także wszystkie Okręgi, wchodzące w skład tej organizacji pozarządowej.
Celem działań PKE jest realizacja idei ekorozwoju, systematyczna poprawa stanu środowiska przyrodniczego oraz kształtowania poprzez powszechną edukację ekologiczną świadomości, że jakość życia zależy od zachowania równowagi między rozwojem cywilizacji technicznej a wartościami humanistycznymi.

## Okręgi
| Nazwa                   | Siedziba |
| ----------------------- | -------- |
| Okręg Małopolska        | Kraków   |
| Okręg Mazowiecki        | Warszawa |
| Okręg Pomorski          | Gdańsk   |
| Okręg Pomorsko-Kujawski | Toruń    |
| Okręg Środkowo-Wschodni | Lublin   |
| Okręg Wielkopolski      | Poznań   |

## Koła
- Koło w Gnieźnie
- Koło w Krynicy
- Koło Miejskie w Gliwicach
- Koło w Otwocku
- Koło w Stalowej Woli
- Koło w Tychach